# 森下博之
森下 博之（もりした ひろゆき、1942年3月7日 - 2016年12月24日）は、日本の政治家。参議院議員（1期）、高知県議会議員（4期）を務めた。

## 経歴
- 高知県立高知西高等学校卒業。
- 1964年（昭和39年）法政大学法学部卒業。
- 1975年（昭和50年）参議院議員徳永正利秘書。
- 1983年（昭和58年）高知県議会議員初当選（その後、4期務める）。
- 1995年（平成7年）自由民主党高知県支部連合会幹事長。
- 1998年（平成10年）第18回参議院議員通常選挙高知県選挙区初当選。
- 2001年（平成13年）国土審議会特別委員・参議院農林水産委員会理事。
- 2002年（平成14年）4月、第1次小泉内閣国土交通大臣政務官。
- 2004年（平成16年）7月、第20回参議院議員通常選挙高知県選挙区落選（無所属の広田一に敗れる）。
- 2007年（平成19年）7月、第21回参議院議員通常選挙比例区落選（35人中35位）。
- 2011年（平成23年）4月、高知県議会議員選挙（高知市選挙区）落選（19人中18位）。
- 2012年（平成24年）4月、旭日中綬章を受章[2]。
- 2016年（平成28年）12月、肺小細胞癌のため死去。叙正五位[3]。